# Ingrid Monson
Ingrid T. Monson (* 1955) ist eine US-amerikanische Jazzforscherin und -trompeterin.
Monson studierte zunächst Wirtschaftswissenschaften an der University of Wisconsin–Madison und anschließend Jazztrompete am New England Conservatory of Music. Seit 1980 arbeitete sie mit Ran Blake, Don Byron und über einen längeren Zeitraum mit der „Klezmer Conservatory Band“, die sie mit begründete. Danach vertiefte sie ihre Studien in Musikethnologie an der New York University.
Sie war seit 1991 als Assistenzprofessorin an der University of Chicago und dann an der Washington University tätig. Ihr Buch Saying Something. Jazz Improvisation and Interaction (Chicago 1996) baut auf ihrer Dissertation „Musical Interaction in Modern Jazz: An Ethnomusicological Perspective“ auf. Weiterhin gab sie das Buch African Diaspora. A Musical Perspective (New York 2000) heraus. In ihrem Buch Freedom Sounds. Jazz, Civil Rights and Africa, 1950–1967 beschäftigte sie sich mit dem Einfluss der Bürgerrechtsbewegung und des Black Nationalism auf den Jazz. Seit 2001 ist sie „Quincy Jones Professor of African American Music“ an der Harvard University.
2020 wurde Monson in die American Academy of Arts and Sciences gewählt.